# H. Fermin
H. Fermin was een atelier en handel in kerkelijke kunst, gevestigd te Delft (1888-1894) en Den Haag (1894-1962)

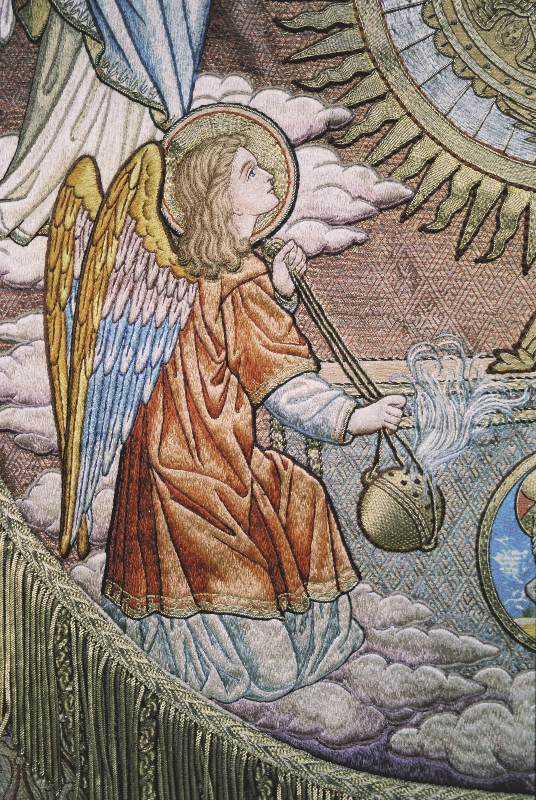
Detail koorkap H. Fermin, ca. 1900, met aanbiddende engel. Hartebrugkerk, Leiden.

## Oprichting
De Maastrichtenaar Hubert Noël Henri Fermin (1859-1930) behaalde in 1881 zijn apothekersdiploma en werkte vervolgens enkele jaren als apothekersbediende in Delft. Daar ontmoette hij Helena Johanna Funnekotter, een zuster van de Delftse handelaar in kerkelijke kunst Herman Funnekotter. In 1888 trouwden zij en Fermin nam afscheid van het apothekersvak. Hij volgde het voorbeeld van zijn zwager en begon een handel in kerkornamenten, zilver- en koperwerken, damast, linnen en ‘alles wat tot het vak behoort’.

## Samenwerking met Cuypers & Co
Vanaf 1852 had de architect P.J.H. Cuypers (1827-1921) samen met de koopman F. Stoltzenberg (1805-1875) de werkplaats Cuypers-Stoltzenberg geleid. Er werden meubels, beelden en schilderijen voor de katholieke kerk vervaardigd. Stoltzenberg had daarnaast een eigen atelier voor kerktextiel. In 1892 vertrok F. Stoltzenberg jr. (1838-1909), zijn zoon en opvolger, naar New York. De werkplaats werd opgeheven, het atelier voor kerktextiel werd overgedragen aan zijn zusters. P.J.H. Cuypers en zijn zoon J.Th. Cuypers (1861-1849) richtten nu een nieuwe kunstwerkplaats op: Cuypers & Co. Zij zochten vervolgens naar een nieuwe partner voor de productie van kerktextiel en vonden deze in Fermin. Rond 1893 werd Hubert Fermin vertegenwoordiger van de firma. Waarschijnlijk waren zij met elkaar in contact gekomen via de architect J.H. Tonnaer (1852-1929). Deze was opzichter geweest bij de bouw van Pierre Cuypers’ Delftse Hippolytuskerk in de jaren 1884-1886 en was in Delft blijven wonen. Tonnaer leverde in later jaren textielontwerpen voor zowel Fermin als Funnekotter.
In 1894 verhuisde Fermin naar Den Haag. In dat jaar wordt zijn bedrijf al aangeduid als ‘het gunstig bekende atelier van kunstborduurwerken’, dat bewezen had ‘volkomen op de hoogte te zijn van zijn vak en tegen alle concurrentie te zijn opgegroeid’. In ieder geval tot 1897 was Fermin de enige Nederlandse vertegenwoordiger van de firma Cuypers & Co. Op het gebied van textiel werkten zij nog een tiental jaren langer samen.
Fermin voerde ontwerpen uit van zowel vader als zoon Cuypers. De neogotische paramenten die afgebeeld worden op foto’s in het archief van Cuypers & Co werden waarschijnlijk door Fermin uitgevoerd, evenals de in 1898 geleverde gewaden voor de Sint-Bavokathedraal te Haarlem. Zij waren ontworpen door Joseph Cuypers, de architect van deze nieuwe kathedraal. Het borduurwerk had ruim twee jaar in beslag genomen. In de catalogus van Fermin uit 1907 staan nog enkele uitgevoerde ontwerpen van vader en zoon Cuypers, waaronder het geborduurde baldakijn boven de troon in de Ridderzaal uit 1904 en een serie gewaden voor de redemptoristen te Amsterdam. In het jaar dat deze catalogus uitkwam correspondeerden vader en zoon Cuypers over een eventuele overname van het atelier van de gezusters Stoltzenberg. Hoewel dat uiteindelijk niet gebeurde, geeft dit wel aan dat de relatie met Fermin niet helemaal meer voldeed.

## Internationale handel
Het atelier van Fermin was zeker niet alleen afhankelijk van Cuypers & Co. Fermin was op de eerste plaats handelaar en importeerde ook complete gewaden. Zo is de van goudbrokaat vervaardigde kazuifel die hij leverde aan de kerk te Langedijk afkomstig van J.A. Henry uit Lyon. Het is een zogenaamde engelenkazuifel, ontworpen door Gaspard Poncet in 1890 en zeer succesvol in de jaren negentig van de negentiende eeuw. Geïmporteerd uit Krefeld was het kostbare zwart fluwelen stel met Kölner Borten, geleverd aan de Sint-Servaaskerk te Maastricht in 1894. Krefeld was eind negentiende eeuw hét centrum voor de vervaardiging van deze van oorsprong vijftiende-eeuwse geweven banden, met ingeweven eenvoudige motieven en figuren en teksten in gotische letters, die zich uitstekend leenden om seriematig nagemaakt te worden.

## Bloei van de neogotiek

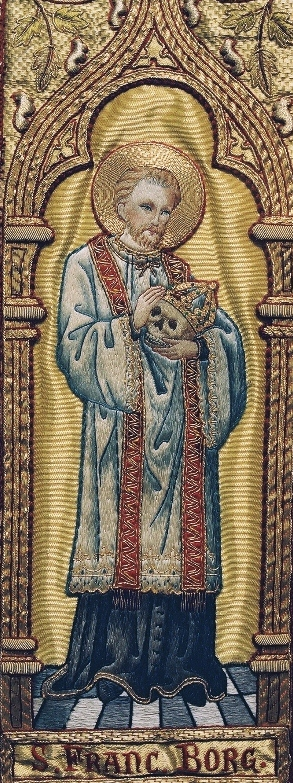
Detail dalmatiek H. Fermin, ca. 1900-1910, met afbeelding van Sint Franciscus Borgia. Krijtberg te Amsterdam.

Rond 1900 bereikte het borduurwerk van Fermin een zeer hoog niveau. Het atelier behoorde tot de beste van Nederland en won verscheidene prijzen. Een goed voorbeeld van het werk uit deze tijd, is het aan de Hartebrugkerk te Leiden geleverde gouden stel. Deze kerk bezat een kazuifel uit de vroege zestiende eeuw met sterk versleten borduurwerk. Victor de Stuers, de grote pleitbezorger van de bescherming van Nederlands erfgoed en een goede vriend van P.J.H. Cuypers, leverde in 1896 adviezen voor de restauratie:
‘Ik raad aan bij de restauratie van dit prachtig Kunstwerk zeer omzichtig te zijn. Men late zich niet leiden door de wensch om het borduurwerk in allen deele te herstellen in den toestand waarin het bij de vervaardiging was; want het is waar onmogelijk het artistieke werk van die eerste borduurder nabij te komen: de zeer ongelukkige restauratie der voorzijde toont dit aan. Men bepale zich tot de herstelling van het borduurwerk, wat betreft, draperien, rotsen, enz. doch rake niet aan de vleeschpartijen (zooals die nu zijn, doen zij een voldoende effect)’.
Tussen 1898 en 1900 restaureerde Fermin de achterzijde van deze kazuifel. Hij lijkt zich niet veel van het advies van Victor de Stuers te hebben aangetrokken; het borduurwerk is vakkundig en volledig gereconstrueerd. Fermin leverde ook de bijpassende nieuwe dalmatiek, tuniek, koorkap en het schoudervelum, met borduurwerk van superieure kwaliteit.
Een ander rijk uitgevoerd vierstel van Fermin werd tussen 1900 en 1910 aan de Krijtberg te Amsterdam geschonken door de weduwe van Piet van Ogtrop. Het had 9.000 gulden gekost. Kenmerkend zijn de kleurige, in zijde en vlak gelegd gouddraad geborduurde bloemenranden. De dalmatiek en tuniek werden gedecoreerd met heiligen. Op de koorkap zijn vier taferelen uit het Nieuwe Testament aangebracht, ontleend aan een Missale Trajectense uit 1507. Van dit in Parijs gedrukte missaal voor het bisdom Utrecht zijn ettelijke exemplaren bewaard gebleven, onder meer in de collectie van het Bisschoppelijk Museum te Haarlem.
Een laatste voorbeeld is de koorkap die door Hubert Fermin zelf werd ontworpen voor de bedevaartskerk van Brielle. De brede randen zijn gedecoreerd met ranken waartussen de martelaren van Gorcum zijn geplaatst. Deze compositie is geïnspireerd op de middeleeuwse weergave van de Boom van Jesse.

## Vernieuwingen

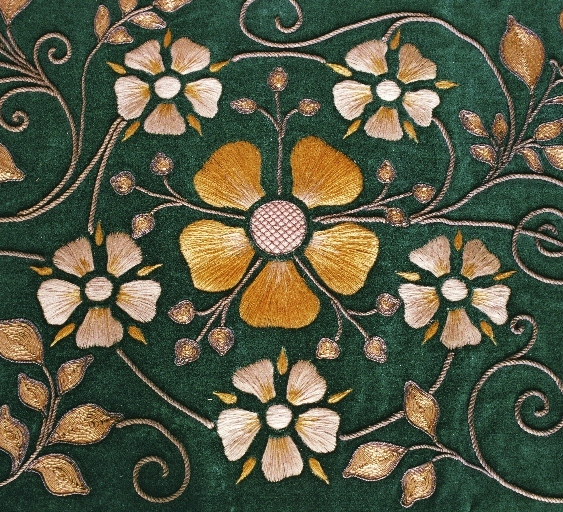
Detail vaandel H. Fermin, ca. 1900-1910. Sint-Annaparochie te Breda, nu Breda's Museum.

Hubert Fermin ontworstelde zich vroeger aan de neogotiek dan de meeste van zijn collega’s. Zijn belangstelling voor vernieuwing blijkt onder andere uit zijn betrokkenheid bij de Katholieke Kunstenaarsvereniging De Violier. In 1907 werd hij werkend lid, in 1908 werd hij tot penningmeester gekozen van de afdeling Den Haag en in 1909 nam hij plaats in het hoofdbestuur. De in 1907 uitgegeven catalogus van Fermin toont werk van katholieke kunstenaars als J.Th. Cuypers, K.P.C. de Bazel (1869-1923), J.L.M. Lauweriks (1864-1932) en Th.H.A.A. Molkenboer (1871-1920). Het zijn waarschijnlijk de in deze catalogus afgebeelde werken van Theo Molkenboer en Joseph Cuypers die op de bijeenkomst van het Sint-Bernulphusgilde van 21 december 1909 in Hotel Americain werden getoond, als onderdeel van een lezing over de ‘betere richting in de kerkelijke naaldwerkkunst’.
Bonte, gestileerde bloemmotieven zijn kenmerkend voor het nieuwere werk van de firma Fermin. Het bekendste werk uit deze periode is een vaandel naar ontwerp van K.P.C. de Bazel. Het werd gemaakt voor de Sint-Jacobuskerk in Den Haag, in opdracht van de Broederschap ter ere van de Martelaren van Gorcum. De statische, vlak weergegeven heiligenfiguren met grote hoofden en slanke handen zijn zonder enige perspectiefwerking achter elkaar geplaatst. Een meanderende lijn vult de achtergrond van de figuren, de hemel is bedekt met fijne spiraalvormen in gouddraad. Dit vaandel van De Bazel werd een van de meest gewaardeerde en afgebeelde ontwerpen in de contemporaine literatuur. Zelfs nog in 1929 werd het in Het Gildeboek genoemd als geslaagd voorbeeld van moderne vaandelkunst. Er zijn nog twee andere vaandelontwerpen van De Bazel bekend, waarvan een voor de kerk van O.L.V. van Altijddurende Bijstand te Roosendaal.
Uitermate sober zijn de bij Fermin uitgevoerde ontwerpen van Theo Molkenboer. Evenals Joseph Cuypers was Molkenboer intensief betrokken bij De Violier en behoorde tot de oprichters van Van Onzen Tijd. De schilder was fel gekant tegen historische navolging: ‘Bewust streef ik geen enkelen stijl na. Stijl, voor zoover men daar zekere vormen onder verstaat. Maar ik heb getracht alle voortbrengselen van de oude kunst steeds zoo te bestudeeren dat ik tot een norm kwam die ik in alle cultuur-kunst terug vond, onverschillig of het Grieksche, Gothieke of goede hedendaagsche, oostersche of westersche kunst was’. Hij ontwierp in het eerste decennium van de twintigste eeuw zowel vaandels als misgewaden, altaarkleden als stola’s. Zijn composities zijn ontdaan van elk decoratief ornament.
In de loop der jaren verdween de bloemenweelde uit al het werk van de firma Fermin. Het atelier bleef wel uitblinken in kleurig handborduurwerk. Tijdens de jaarlijkse reis van het Sint-Bernulphusgilde in 1918 bezochten de leden het Dominicanerklooster te Zwolle en zagen daar onder andere paramenten die door H. Fermin zelf waren ontworpen. Het gezelschap was enthousiast, ‘vooral gewezen werd op het schoudervelum, welks versiering, een uit een kelk drinkende pauw, een prijzenswaardig staal mag heeten van mooie kleurzetting en borduurkunst’. Het gaat hier om een ter gelegenheid van het zilveren priesterfeest van prior Bernardus van Breda vervaardigd stel. Het werd in 1918 voltooid, een jaar na het jubileum, omdat de levering van de grondstoffen uit Krefeld en Lyon vanwege de Eerste Wereldoorlog flinke vertraging had opgelopen. De wijde gewaden van rijke historiserende stoffen, gedecoreerd met figuren van kleurig zijdeborduurwerk tegen een effen achtergrond met spiraalmotieven, zijn zeer kenmerkend voor deze tijd.

## Kerkzilver
Naast kerktextiel leverde Fermin al vanaf de oprichting van zijn bedrijf kerkzilver. Waarschijnlijk verkocht hij in eerste instantie alleen werk van andere ateliers. Rond 1905 werkte hij samen met de uit Aken afkomstige edelsmid August Witte, die in 1908 overleed. Het lijkt erop dat Fermin daarna een eigen atelier voor edelsmeedkunst inrichtte. Uit 1914 dateert een monstrans, samengesteld uit verguld zilveren lelietakken, met het opschrift ‘H. Fermin invenit fecitque’. Hiermee wordt aangegeven dat de firma verantwoordelijk was voor zowel het ontwerp als de uitvoering.
In 1925 werd de uitvoering van de bronzen preekstoel in de Obrechtkerk te Amsterdam, naar een ontwerp van Jan Eloy Brom, aan het atelier van de firma Fermin uitbesteed. De namen van twee uitvoerend kunstenaars die deze preekstoel vervaardigden zijn bekend, namelijk van de tekenaar en drijver Jacob Schnüttger, die als meesterknecht in dienst was, en van Heimen Stoffels, tekenaar en ciseleur. De laatste was in dienst geweest van de katholieke ateliers van J.H. Brom en Jorna. Ondanks deze grote opdracht liepen de zaken niet goed. In hetzelfde jaar werd de afdeling geliquideerd. De genoemde medewerkers begonnen voor zichzelf.

## Neergang
In 1929, ter gelegenheid van het veertigjarig jubileum van de afdeling paramenten, schreef Hubert Fermin een boekwerkje over de borduurkunst. Hij pleit hierin voor het kunstzinnige atelier ’waar men door oefening en ondervinding van vele jaren samenwerking heeft tusschen onwerper en uitvoersters […] prijs stelt op zorgvuldige behandeling en gebruikmaakt van prima grondstoffen, waar men liefde voor het métier hoog houdt’. De bloei van zijn eigen borduuratelier was dat moment echter tanende. In 1930 overleed Hubert Fermin. Het atelier werd voortgezet door zijn jongste zoon Antonius Henricus (1900-1962) en zijn dochter Wilhelmina Hubertina Adeline (1901-?). Dat het de borduurkunst nog wel goed beheerste, blijkt uit een serie opdrachten voor het Vredespaleis vanaf 1932. Het gaat hier om de geborduurde wapenschilden op de rugleuningen van de stoelen van het Permanent Hof van Arbitrage. Voor de kerkelijke kunst speelde het atelier echter geen rol van betekenis meer en uiteindelijk bleef er alleen een winkel in kerkelijke kunst over.

## Belangrijkste werken

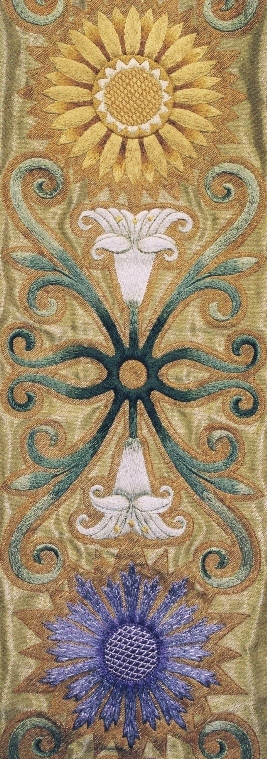
Detail koorkap H. Fermin, ca. 1910-1920, met lelies, zonnebloem en distel. Sint-Jozefkerk te Groningen.

- 1894: Vaandel voor de vereniging Limburgia te Amsterdam, naar ontwerp van Joseph Cuypers
- 1894-1897: Vierstel, onbekende opdrachtgever. Neogotische, zeer gedetailleerd uitgevoerde taferelen. Koorkapschild met aanbidding van Christus’ Heilig Hart. Bekend van foto’s in het archief van Cuypers & Co
- 1896-1898: Set van bisschoppelijke en priesterlijke gewaden voor de Sint-Bavokathedraal in Haarlem, naar ontwerp van Joseph Cuypers (uitvoering toegeschreven aan Fermin)
- 1898-1900: Restauratie zestiende-eeuwse kazuifel en vervaardiging van bijbehorende koorkap, dalmatiek, tuniek en schoudervelum voor de Hartebrugkerk te Leiden. Koorkapschild met aanbidding van de hostie
- ca. 1900: Koorkap voor de bedevaartskerk H.H.Martelaren van Gorcum te Brielle, naar ontwerp van H. Fermin. Gedecoreerd met ranken, waartussen de martelaren van Gorcum
- ca. 1900: Vaandel voor de Broederschap ter ere van de Martelaren van Gorcum, Sint-Jacobuskerk in Den Haag, naar ontwerp van K.P.C. de Bazel,
- ca. 1904: Baldakijn boven de troon in de Ridderzaal, naar ontwerp van P.J.H. Cuypers
- ca. 1900-1910: Gouden stel voor de Krijtberg te Amsterdam. Koorkapschild met kroning van Maria, aurifriezen met taferelen uit het Nieuwe Testament, heilige Jezuïeten en andere heiligen
- 1906: Vaandel van de Amsterdamse studentenvereniging Sanctus Thomas Aquinas, naar ontwerp van Theo Molkenboer. Bijzondere Collecties van de Universiteit van Amsterdam
- ca. 1910-1920: Vierstel voor de Sint-Jozefkerk te Groningen, koorkap met afbeelding van de drie-eenheid, alles gedecoreerd met passiebloemen en zonnebloemen.
- ca. 1910-1920: Driestel voor de O.L.V. Onbevlekt Ontvangen te Den Haag. Gedecoreerd met heilige Jezuïeten tussen zonnebloemen, lelies en distels
- 1918: Vierstel, Dominicanerklooster te Zwolle. Koorkapschild met kroning van Maria, banden met spiraalmotieven

## Adressen
- 1887: Pepersteeg 11, Delft
- 1890: Pepersteeg 4, Delft
- 1891: Koornmarkt 23, Delft
- 1892: Molslaan 31, Delft
- 1894: Willemstraat 73, Den Haag
- 1900: Willemstraat 71-73, Den Haag
- 1921: Nieuwe Havenstraat 36, Den Haag
- 1925: Muzenstraat 29, Den Haag
- 1935: Muzenstraat 31, Den Haag